# Almstedt
Almstedt ist ein Ortsteil der Gemeinde Sibbesse im niedersächsischen Landkreis Hildesheim.

## Geografie

### Lage
Almstedt liegt südlich von Hildesheim an der Südflanke des Hildesheimer Walds zwischen den Naturparks Weserbergland im Westen und Harz im Südosten. Almstedt wird von der Alme (Zufluss der Riehe) durchflossen.

### Ortsteilgliederung
- Almstedt (Kernort)
- Segeste

## Geschichte
Im Jahre 1151 wurde Almstedt zum ersten Mal urkundlich erwähnt. Der Name des Ortes bedeutet „Ort an der Alme“.
Zu Beginn des 20. Jahrhunderts zählte Almstedt 606 Einwohner.
Am 7. November 1901 wurde die Bahnlinie von Elze nach Gronau bis nach Bodenburg verlängert, und zwischen Almstedt und Segeste wurde ein Bahnhof gebaut. Anfangs hielten hier fünf Personenzugpaare pro Tag, und ein in Almstedt bereits bestehendes Kalkwerk erhielt einen eigenen Gleisanschluss für seinen Güterverkehr. Am 24. September 1966 wurde der Personenverkehr auf der Eisenbahnstrecke allerdings eingestellt und 1974 auch der Güterverkehr.

### Eingemeindungen
Im Zuge der Gebietsreform in Niedersachsen, die am 1. März 1974 stattfand, wurde die zuvor selbständige Gemeinde Segeste in die Gemeinde Almstedt eingegliedert.
Almstedt wurde am 1. November 2016 mit den anderen Gemeinden der Samtgemeinde Sibbesse zur neuen Gemeinde Sibbesse zusammengeschlossen.

### Einwohnerentwicklung
| Jahr | Einwohner | Quelle |
| ---- | --------- | ------ |
| 1910 | 595       | [ 6 ]  |
| 1925 | 613       | [ 7 ]  |
| 1933 | 573       | [ 7 ]  |
| 1939 | 577       | [ 7 ]  |
| 1950 | 11390     | [ 8 ]  |
| 1956 | 936       | [ 8 ]  |
| 1973 | 801       | [ 9 ]  |
| 1975 | 10780     | [ 10 ] |

| Jahr | Einwohner | Quelle |
| ---- | --------- | ------ |
| 1980 | 1012      | [ 10 ] |
| 1985 | 1015      | [ 10 ] |
| 1990 | 1097      | [ 10 ] |
| 1995 | 1033      | [ 10 ] |
| 2000 | 1042      | [ 10 ] |
| 2005 | 1014      | [ 10 ] |
| 2010 | 0957      | [ 10 ] |
| 2015 | 0886      | [ 10 ] |

|  |

## Politik

### Ortsrat
Der Ortsrat von Almstedt setzt sich aus zwei Ratsfrauen und drei Ratsherren folgender Parteien zusammen:
- CDU: 3 Sitze
- SPD: 2 Sitze

(Stand: Kommunalwahl am 11. September 2016)

### Ortsbürgermeister
Der Ortsbürgermeister ist Torsten Uhde (CDU).

### Wappen
Der Gemeinde wurde das Kommunalwappen am 30. Juli 1938 durch den Oberpräsidenten der Provinz Hannover verliehen. Der Landrat aus Alfeld überreichte es am 5. Dezember desselben Jahres.
| Wappen von Almstedt | Blasonierung: „Gespalten. Vorn auf Grün eine stehende goldene Garbe, hinten auf Gold ein gestieltes grünes Kleeblatt (1 : 2).“ |
| Wappen von Almstedt | Wappenbegründung: Das Wappen ist in Anlehnung an das Siegel des gräflichen Gerichts derer von Steinberg-Bodenburg zu Almstedt gestaltet, das bis Mitte des 19. Jahrhunderts geführt ward. Schön ist die Sinngebung des Wappens durch die Gemeinde: Das Zeichen der Fruchtbarkeit der korntragenden Gemarkung ist verbunden mit einem bäuerlichen Glückszeichen, dem Kleeblatt. |

## Kultur und Sehenswürdigkeiten
Bauwerke
- Die 1901 eingeweihte Bahnstrecke Elze–Bodenburg mit dem Bahnhof Almstedt-Segeste wurde 1966 für den Personenverkehr und 1974 auch für den Güterverkehr aufgegeben; inzwischen verkehrt jedoch auf einem renovierten Teilstück mehrmals im Jahr eine Museumseisenbahn, die Almetalbahn der Arbeitsgemeinschaft historische Eisenbahn e. V. (AHE). In den 1980er Jahren wurde das Bahnhofsgebäude von der Süd- auf die Nordseite der Gleise verlegt.
- Ebenfalls sehenswert ist die 1618 aus Bruchsteinen erbaute und 1819 vergrößerte St.-Mauritius-Kirche. Sie weist einen barocken Altar von 1760, eine Kanzel von 1784 und eine Orgel von 1752 auf. Ihr Turm wurde bereits im 14. Jahrhundert erbaut und diente auch als Wehrturm. In ihrer Sakristei sind spätgotische Wandmalereien aus der Zeit um 1400 zu sehen. Die eine im Jahre 1748 gegossene Glocke läutete ursprünglich in der Pfarrkirche im ostpreußischen Nemmersdorf (heute russisch: Majakowskoje), wo sie für Kriegszwecke entnommen wurde. Sie überstand das Kriegsende und fand hier ihren neuen Läuteort.
- In Almstedts baumbestandener Hauptstraße, in deren Mitte die Alme fließt, sind zahlreiche gut erhaltene Fachwerkhäuser beachtenswert.

## Wirtschaft und Infrastruktur
Verkehr
Die wichtigste Verbindung Almstedts mit dem überörtlichen Straßennetz stellt die Landesstraße 482 dar; die nächstgelegenen Bundesstraßen sind die Bundesstraßen B 243 im Osten und die B 3 im Westen. Die Schnellfahrstrecke Hannover–Würzburg verläuft ohne Haltestelle durch das Gemeindegebiet. Sie verfügt hier jedoch über einen Betriebsbahnhof mit dem Namen Almstedt.

## Persönlichkeiten

### Söhne und Töchter des Ortes
- Karl Jordan (1861–1959), deutscher und englischer Entomologe

### Personen, die mit dem Ort in Verbindung stehen
- Johann Conrad Müller (1704–1798), Orgelbauer des 18. Jahrhunderts, der im Umkreis von Hildesheim wirkte, er schuf 1746 zusammen mit Johann Georg Müller die Orgel der St.-Mauritius-Kirche
- Maximilian Alexander Joseph von Kurtzrock (1748–1807), Domherr und Stiftspropst, er erscheint 1790 als Besitzer von Almstedt
- Rudolf Janke (* 1930), Orgelbauer in Bovenden, er restaurierte von 1987 bis 1988 die Orgel der St.-Mauritius-Kirche